# Jean-Pierre-Léopold Baraquin
 (février 2025).
Jean-Pierre-Léopold Baraquin, né le 15 novembre 1813 à Hautefontaine, mort le 12 juillet 1892 à Pierrefonds, est un dessinateur français.

## Biographie
Il est le fils de Pierre Baraquin et de Marie Rosalie Barbier.
Il est conducteur de travaux des Ponts et chaussées à Soissons, et lors de sa retraite à Pierrefonds décrit à l’aquarelle les paysages de sa région.

## Œuvres
L’essentiel de son œuvre est conservé au musée de Soissons,. 
Tous les sites dessinés  sont dans le département de l’Aisne (sauf Pierrefonds, dans le département de l’Oise). Le lieu Mortefontaine peut correspondre à l'une de ces deux communes de ces deux derniers départements.

## Citation du dictionnaireBénézitde 1911
« Le Musée de Soissons possède de nombreuses et très belles aquarelles de cet artiste, au talent très délicat, représentant des sites de la région. »

— Émmanuel Bénézit, Dictionnaire des peintres, dessinateurs et graveurs, vol. I, page 350.

## Citation de l’ouvrage de Lydia Harambourg
« Son art est attachant par son aspect documentaire, mais aussi par ses chaudes harmonies. »

— Lydia Harambourg, Dictionnaire des peintres paysagistes, p. 38.

## Citation d'une revue d'histoire locale
« M. Hémery signale la vente récente à Compiègne de trois belles aquarelles signées Baraquin. D'après notre collègue Ancien, elles sont l'œuvre de Jean-Pierre-Léopold Baraquin, né à Hautefontaine (Oise), le 15 novembre 1813 »

— Bulletin de la Société historique de Compiègne, 1952, page 6.

## Expositions
- Paris, Conciergerie, Rêves de monuments, du 22 novembre 2012 au 24 février 2013, quatre aquarelles présentées : Château de Coucy, (vue générale), Ruines de l’église de l’abbaye de Longpont, Château de Pierrefonds, en 1860 et Vue de Vez.
- Soissons, musée de Soissons, abbaye saint-Léger, 2018, "Et in Picardia Ego. La campagne aquarellée de Baraquin, entre rêve et réalité".

## Sources
- Dictionnaire artistique Bénézit édition de 1911, vol. I, p. 350 et édition de 1999, vol.I, p. 717. (Les deux notices  sont identiques).
- Lydia Harambourg, Dictionnaire des peintres paysagistes français au XIXe siècle, Neuchâtel, Ides et Calendes, 1985, 360 p. (ISBN 978-2-8258-0014-0)
- Bernard Ancien, Bulletin de la Société historique de Compiègne, volume 24, 1952, Société historique de Compiègne.